# 枯立木

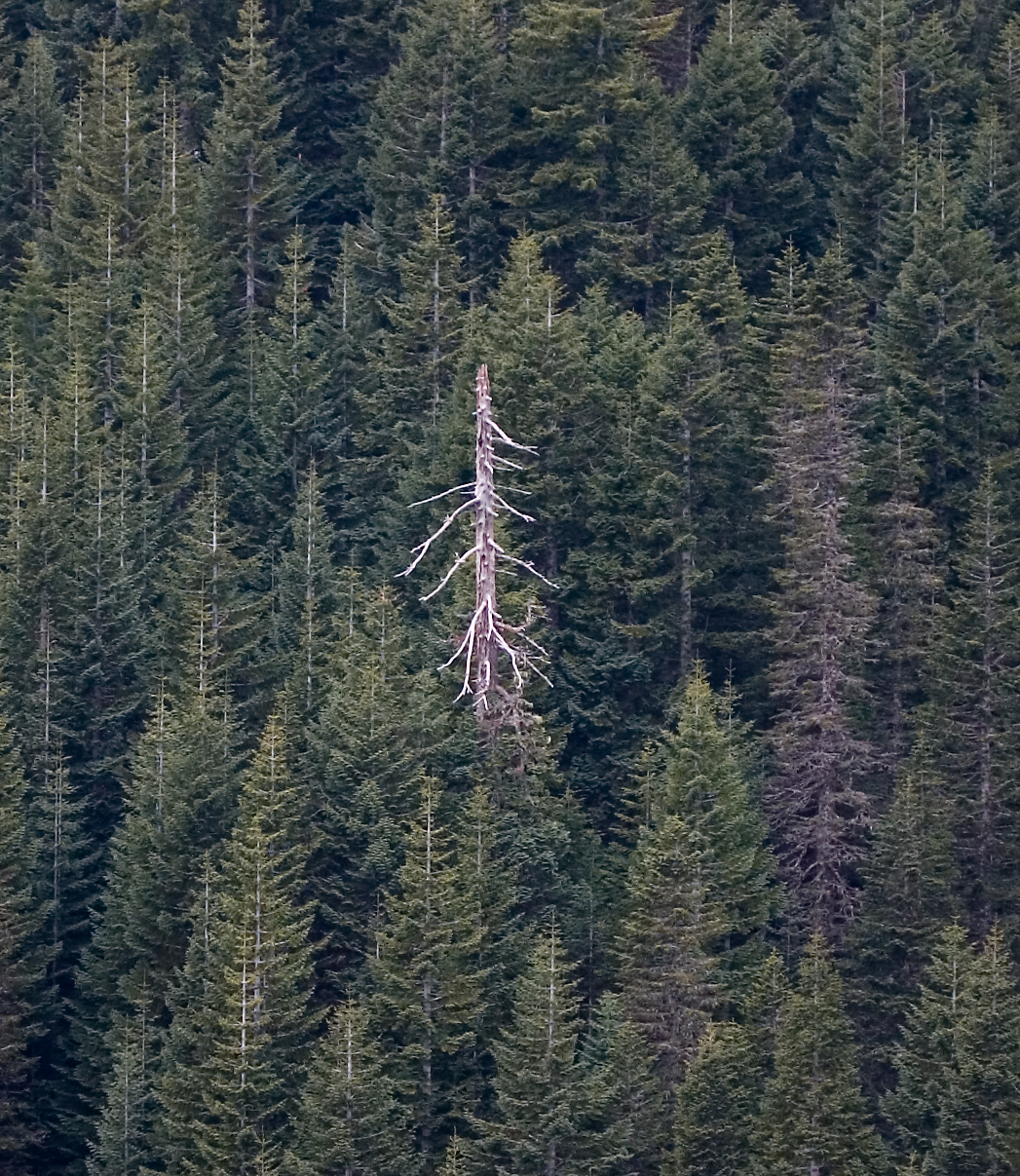
枞树林中一棵已经枯死的枞树

枯立木形成于树木死亡一定时间后。枯立木是森林生态系统的重要碳库，对森林生态系统碳循环具有重要影响。枯立木能够影响土壤发育、水文、林木生长发育、更新等, 并能为其他生物提供生境。
枯立木的形成包括树木自身衰老死亡、竞争和自疏作用、森林病虫害及野火。